# Stadio Pietro Secci
Lo stadio Pietro Secci è l'impianto sportivo del comune di La Maddalena. Adiacente allo storico palazzo scolastico (1910) l'impianto è stato intitolato a Pietro Secci, per lungo periodo presidente della società Pol. Ilva.
Nel 2004 il vecchio comunale è stato completamente ristrutturato e nel terreno di gioco ora è presente l'erba artificiale. Le tribune lato nord, adiacenti alla struttura scolastica, sono coperte e hanno una capienza di circa mille posti. Nel lato ovest della struttura è presente una tribuna detta Innocenti, per la struttura che la compone, con una capienza di circa 300 posti.
Nel 2007 lo stadio ha ospitato l'incontro amichevole fra le rappresentative nazionali Under 17 di Italia e Olanda, e per l'occasione è stata esposta al pubblico la coppa del mondo vinta dalla Nazionale Italiana nel 2006.
Lo stadio ha ospitato anche vari concerti di importanti artisti nazionali e nei primi anni ottanta due tornei di calcio nazionali organizzati dall'Ilvarsenal (una delle varianti di nome della società Ilva), con la partecipazione delle squadre primavera di importanti società quali Milan, Cagliari, Napoli, Inter, Roma, Pisa, Genoa, Lodigiani.
Lo stadio oggi ospita le gare casalinghe della società Associazione Sportiva Dilettantistica Ilvamaddalena 1903, la società di calcio più antica della Sardegna.